# La folla (film 1951)
La folla è un film del 1951 diretto da Silvio Laurenti Rosa.

## Trama
Mentre un regista sta girando un film, il suo aiutante (ovvero l'aiuto regista) lancia male una bomba, mandando all'altro mondo il regista, l'aiuto, e l'operatore. Poi al regista viene in mente di girare un film, che ne narri le vicende, mettendo in rilievo come sia la folla a fare la storia. Mentre la folla innalza i suoi idoli per poi abbatterli, il mondo è pieno di voltagabbana, che fanno i loro interessi, ingannando il popolo. Si succedono sullo schermo: Ponzio Pilato e Gesù, vilipeso dalla folla. Richelieu, la Rivoluzione Francese, il Primo Impero, Garibaldi, Cavour, Napoleone III, il Papa, il Duce, i tedeschi i partigiani e l'armeggione, che si destreggia tra gli uni e gli altri, restando sempre a galla. 